# 五虎將之決裂
《五虎將之決裂》是一部於1991年上映的香港警匪片，导演为曾志伟，由TVB八十年代的“無綫五虎将”刘德华、梁朝伟、黄日华、苗侨伟和汤镇业主演，亦是五人至今唯一一次全員合作的电影。部份電影片段在新加坡取景。饰演反派的汤镇业获提名第28屆金馬獎及第11屆香港電影金像獎最佳男配角。

## 剧情
老成持重的天叔，機警活潑的賊仔和頭皮，再加上不苟言笑的阿邦和阿華是5個屢破奇案，默契十足，勇敢無比的重案组破案小组的警員。有“金牌五虎将”之稱的五人以勇謀兼備的行事作風見稱。在一次拘捕毒販的行動中，他们抓捕的犯人居然是天叔的妻舅方向東。東以特殊身份苦苦求情並向他們行賄1,000萬贓款後得以逃去，事後唯獨阿邦没有接受私分這筆贓款。
由于有警察的把柄在手，向东威胁天叔等人要他们释放被抓获的毒贩大佬威哥，使得抓捕威哥的阿邦在法庭上作证时没有提出威哥犯罪的确切证言，令威哥无罪释放，曹警司对阿邦的表现很失望。
阿邦女友Shirley是天叔之女，然而父女俩的关系却不好，阿邦则努力缓和父女之间的矛盾。天叔等五虎跟东谈判，想归还那笔钱给东以摆脱东对他们的纠缠，然而东却不答应，他还威胁在他以后贩毒时他们要提供便利，否则会向廉政公署举报他们。
一次毒贩潮州炳贩毒交易时被抓，天叔告之是东向警察提供的消息，之后还放走了炳，他想借炳之手令毒贩之间互斗并除掉向东这个烫手山芋。果然炳带人去找东算账，东解释后不仅不听威哥之劝，还动手杀了炳，威哥也死于冲突现场。之后东逃到一个停车场里，与提前埋伏在那里的贼仔和头皮发生打斗，头皮头部中槍不幸身亡。
东又打电话给曹警司和廉政公署检举，曹警司知道了属下私分赃款之事但不愿处分他们。阿邦、天叔、贼仔和阿华都受到了廉政公署的询问调查，他们一致否认私分赃款的指控，关押了一段时间后获释。谭Sir要东以后出庭指证天叔等人，东则申请ICAC的人身保护。为了给头皮报仇，贼仔携枪刺杀向东却没有成功，现场还被谭Sir认出而受到通缉。
不久天叔又被拘捕关了起来，他想一人承担所有责任，就在承认自己一个人收了千万赃款后在拘押室内上吊自杀。天叔之死让ICAC停止了对五虎渎职的调查行动，并决定将向东移交给重案组接受他涉嫌杀害头皮的刑事调查。而贼仔、阿华和阿邦则发誓要除掉向东。
东为了逃避司法打击，杀死了身边的两名ICAC人员想从东豪酒店逃走，却面对为复仇而来的贼仔、阿华和阿邦三人。四人在酒店大楼展开激战，阿华不幸坠楼身亡。后来许多警察赶到包围了三人，贼仔面对大批警察的包围依然开枪射杀了向东为头皮、天叔和阿华报了血仇，接着又开枪自杀，曾经的金牌五虎将最终仅留下阿邦一人存活于世。

## 角色
| 演員   | 角色    | 備註 | 粵語配音 |
| 刘德华 | 賊仔    | 原名劉志明，CID，為人滑頭，亦較衝動及非常保護同僚手足，私吞贓款，槍殺阿東後自盡而亡。                                                | 李學斌   |
| 梁朝偉 | 头皮    | CID，為人滑頭，亦較衝動及非常保護同僚手足，為供弟弟外國留學而私吞贓款，被阿東槍殺。                                                  | 梁朝偉   |
| 黄日华 | 阿邦    | CID，正直不阿，五虎將中唯一一個沒有私吞贓款，亦是五虎將中唯一生還者。                                                                | 黄日华   |
| 苗侨伟 | 阿华    | CID，為養妻活兒而私吞贓款，於酒店追殺阿東時墜樓身亡。                                                                                | 苗侨伟   |
| 汤镇业 | 方向东  | 外號「叛徒東」，天叔之小舅子，威哥手下，為人心狠手辣，被賊仔槍殺。                                                                   | 鄧榮銾   |
| 梁家仁 | 林況天  | 暱稱「天叔」，五虎將的上司、警長，為讓女兒有安穩生活私吞贓款，為避免廉署在調查時繼續一意孤行，於牢房自盡而亡，從而俱使廉署停止調查。 | 盧雄     |
| 温碧霞 | Shirley | 天叔女兒、阿邦女友。 | 温碧霞   |
| 蓝洁瑛 | 華妻    | |          |
| 陈欣健 | 曹警司  | 天叔、贼仔明、头皮、阿邦、阿华的上司。                                                                                               | 陈欣健   |
| 陈观泰 | 威哥    | 黑幫頭目，方向东的大佬。 | 賈鳳悟   |
| 羅烈   | 潮州炳  | 毒販、黑幫頭目。 | 陳欣     |
| 黃錦江 | 譚 Sir  | ICAC調查組組長。 | 陳欣     |
| 成奎安 | 沙皮    | 黑幫混混。 | 陳永信   |

## 電影歌曲
《與孤獨在奔往》，劉以達作曲編曲，劉德華填詞演唱，杜自持監製，寶藝星唱片所有。

## 獎項
| 年份 | 頒獎典禮             | 獎項       | 名單   | 結果 |
| ---- | -------------------- | ---------- | ------ | ---- |
| 1991 | 第28屆金馬獎         | 最佳男配角 | 湯鎮業 | 提名 |
| 1992 | 第11屆香港電影金像獎 | 最佳男配角 | 湯鎮業 | 提名 |

## 相关电影
- 2007年电影《兄弟》，苗侨伟、刘德华、黄日华、陈奕迅、汤镇业主演。

## 外部連結
- 香港影庫上《五虎將之決裂》的資料（繁體中文）
- 開眼電影網上《金牌五虎將》的資料（繁體中文）
- 豆瓣电影上《五虎將之決裂》的資料 （简体中文）
- 时光网上《五虎將之決裂》的資料（简体中文）
- AllMovie上《五虎將之決裂》的资料（英文）
- 爛番茄上《五虎將之決裂》的資料（英文）
- 互联网电影数据库（IMDb）上《五虎將之決裂》的资料（英文）